# Georg Pallaske
Georg Pallaske (* 14. April 1898 in Herzogswaldau im Landkreis Freystadt; † 27. Mai 1970 in Gießen) war ein deutscher Veterinär und Hochschullehrer an der Universität Leipzig und Universität Gießen.
Pallaske studierte Veterinärmedizin an der Tierärztlichen Hochschule Dresden und an der Universität Leipzig bis zur Promotion 1924 zum Dr. med. in Veterinärmedizin mit der Dissertation Beitrag zur Diagnostik der 'infektiösen Anämie' der Pferde mittels des Kaninchen-Übertragungsversuches. Über Studien zum Ablauf, zur Pathogenese und pathologischen Anatomie der Tuberkulose des Schweines (Beitrag zum vergleichenden Studium der Tiertuberkulose) habilitierte er sich 1931 und wurde Privatdozent an der Veterinärmedizinischen Fakultät der Universität Leipzig. Während seines Studiums wurde er Mitglied beim Verein Deutscher Studenten Dresden. 1936 wurde er zum Direktor (Oberregierungsveterinärrat) des staatlichen Veterinär-Untersuchungsamtes Landsberg (Warthe) berufen. 
Zum 1. Mai 1933 trat er der NSDAP bei (Mitgliedsnummer 2.985.502) und im November 1933 unterzeichnete er das Bekenntnis der deutschen Professoren zu Adolf Hitler. Ab 1934 war er Amtsleiter des NS-Dozentenbunds für die Veterinärmedizinische Fakultät und Scharführer einer SA-Standarte. Die NSDAP bescheinigte ihm eine Neigung zum „grüblerischen Gelehrtentum“, dennoch wurde er 1939 zum nichtbeamteten außerordentlichen Professor. 1945–1948 arbeitete er als selbstständiger Tierarzt in Quedlinburg. 
1948–1950 war er Abteilungsleiter am Veterinärhygienischen Institut der Universität Greifswald, 1950 wurde er an die Landwirtschaftliche Fakultät in Rostock berufen. Von 1951 bis 1958 lehrte er wieder als Professor mit Lehrstuhl für Allgemeine Pathologie und Pathologische Anatomie der Tiere an der Veterinärmedizinischen Fakultät der Universität Leipzig. Von 1958 bis 1968 war er ordentlicher Professor für Allgemeine Pathologie und Pathologische Anatomie der Tiere an der Universität Gießen.
Pallaske war mit der ersten deutschen Tierärztin Ruth Eber verheiratet.

## Schriften
- Krankheits- und Todesursachen bei Edelpelztieren, Leipzig 1930
- Pathologische Histologie. Leitfaden der Histopathologie für Studierende der Veterinär-Medizin und Tierärzte, Jena 1955
- (mit Eleonore Schmidel) Pathologischhistologische Technik. Grundriss der pathologisch-histologischen Technik für Studierende der Veterinärmedizin, Doktoranden, veterinär-medizinische technische Assistentinnen und veterinär-medizinische Laboratorien, Berlin-Hamburg 1959
- Pathologische Anatomie und Pathogenese der spontanen Tuberkulose der Tiere, Stuttgart 1961